# Callidula kobesi
Callidula kobesi is een vlinder uit de familie van de Callidulidae. De wetenschappelijke naam van de soort is voor het eerst geldig gepubliceerd in 1998 door Holloway.